# Kwas kynureninowy
Kwas kynureninowy (KYNA) – organiczny związek chemiczny z grupy hydroksykwasów, pochodna chinoliny. Jest antagonistą receptorów NMDA.